# 立方英尺/分
立方英尺/分 (Cubic feet per minute, CFPM或CFM)是一个非国际单位制的度量衡单位，用于测量气体的流速（特别是空气流速）。CFPM表示在一分钟内有多少立方英尺的气体通过测量点。换句话说，它用于测量特定温度、空间条件下，气体流速或进出空气量的单位。

## 与国际单位制的转换
1 CFPM约等于0.471947443升每秒(l/s)或1.6990107955立方米每小时(m3/h).

## 应用
CFPM及对应的国际单位主要用于：
- 工业卫生
- 通風工程
- 空气压缩机及气体力学工具
- 计算机降温，特别是超频

CFPM单位也曾用于化油器的工程制造，而且仍然在化油器发挥作用的领域使用，如古典车型及老式飞机器的爱好者。